# Société Anonyme des Ateliers d'Aviation Louis Breguet

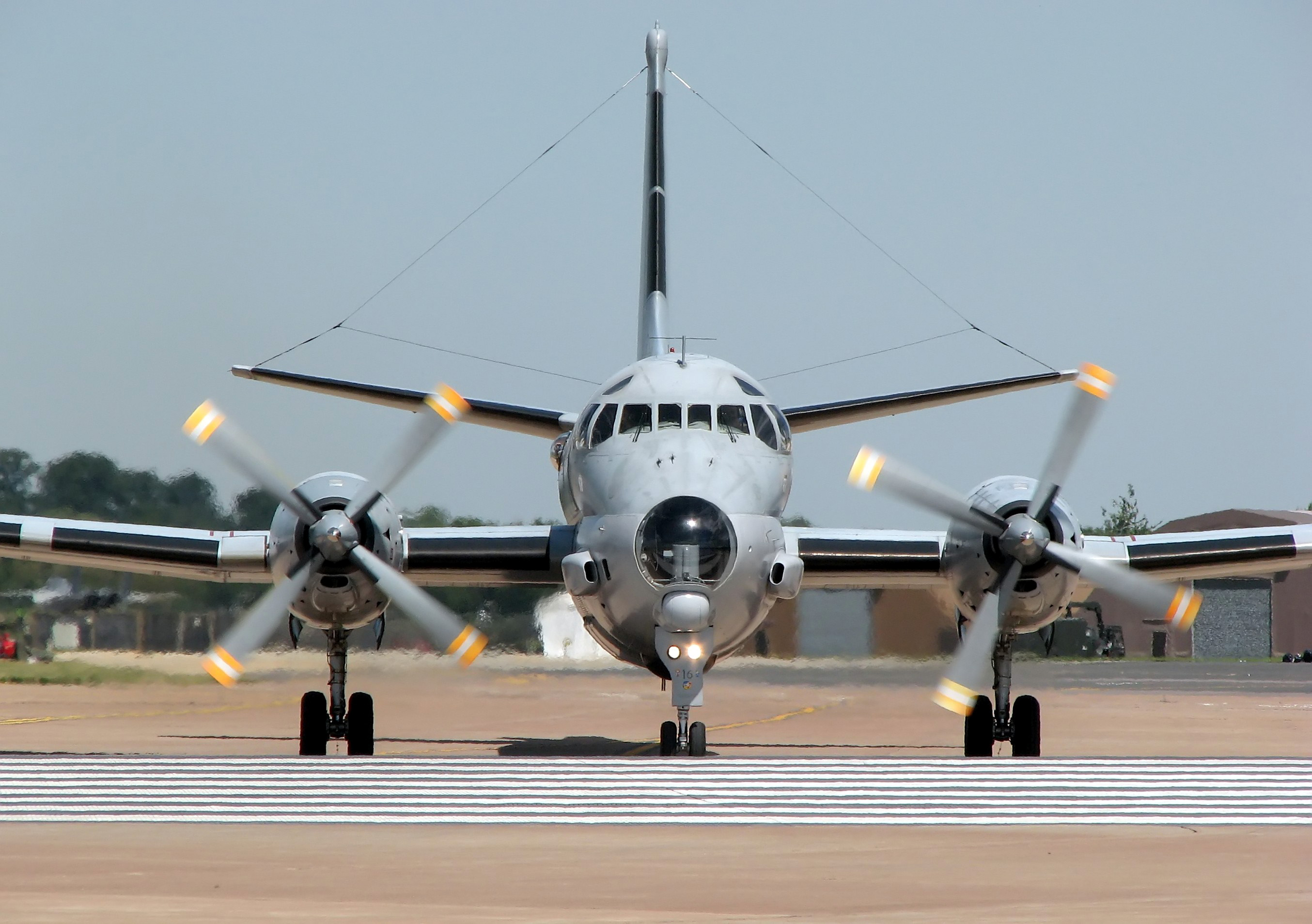
O último modelo da Breguet Aviation, o Breguet Atlantique.

A Société Anonyme des Ateliers d'Aviation Louis Breguet, também conhecida como Breguet Aviation foi uma empresa construtora de aviões francesa fundada em 1911 por Louis Charles Breguet.  

## Histórico
Além de alguns hidroaviões, a complexo industrial da companhia em Villacoublay desde 1916, produziu o avião militar Breguet 14 (cerca de 6.000 exemplares).
Do Breguet 19 foram produzidos 2.000 exemplares, o voo transatlântico entre Paris e Nova Iorque realizado por Dieudonné Costes, foi feito num desses modelos, que ficou conhecido como: Le Point d'Interrogation (ponto de interrogação), ou Breguet Super Bidon.
Vários modelos se sucederam nas décadas de 30, 40 e 50 com relativo sucesso, o que não aliviou as dificuldades financeiras da empresa. Com a morte de Louis Breguet em 1955, a direção da empresa foi assumida por Sylvain Floirat.
Em 1959, num terreno de 13 acres adquirido nas imediações do aeroporto de Toulouse Blaganc, em instalações de 3.100 m2, foi produzido o modelo Breguet Atlantique.
Entre 1958 e 1963 foram realizadas as Coupes des Avions Breguet de voo a vela. Em 1971 ela foi adquirida pela Avions Marcel Dassault, e manteve o nome de Avions Marcel Dassault - Breguet Aviation (AMDBA) por algum tempo.

## Produtos

### Aviões (antes da fusão com a Dassault)
- Breguet-Richet Gyroplane (1907)
- Breguet-Richet Gyroplane No. 2 (1908)
- Breguet Type I (1909)
- Breguet Type II (1910)
- Breguet Type III (1910)
- Breguet Type IV (1911)
- Breguet Type R.U1 (1911)
- Breguet Aerhydroplane (1913)
- Breguet Bre.4 (1914)
- Breguet Bre 5 (1915)
- Breguet 6 (1915)
- Breguet 14 (1916)
- Breguet 12 (1918)
- Breguet 16 (1918)
- Breguet 17 (1918)
- Breguet 19 (1922)
- Breguet 26T (1926)
- Breguet 280T (1928)
- Short S.8 Calcutta (1928)
- Breguet 27 (1929)
- Breguet 270 (1929)
- Breguet 393T (1931)
- Breguet 410 (1931)
- Breguet 460 Vultur (1935)
- Breguet 470 Fulgur (1936)
- Breguet 482 (1947)
- Breguet 500 Colmar
- Breguet 521 Bizerte (1933)
- Breguet 530 Saigon
- Breguet 693 (1938)
- Breguet 730 (1938)
- Breguet Deux-Ponts (1949)
- Breguet Alizé (1956)
- Breguet Vultur (1951)
- Breguet Taon (1957)
- Breguet 1100M (1957)
- Breguet 941 (1961)
- Breguet 1150 Atlantic (1961)

### Helicópteros (todos experimentais)
- Breguet Gyroplane Laboratoire (1932)
- Breguet G.20 (1947)
- Breguet G.11 (1949)
- Breguet G.111 (1950)

### Planadores
- Breguet Br.900 - monoposto.
- Breguet Br.901 - monoposto.
- Breguet Br.902 - biposto.
- Breguet Br.903 - estratosférico.
- Breguet Br.904 Nymphale - biposto.
- Breguet Br.905 Fauvette - monoposto.
- Breguet Br.906 Choucas - biposto.